# Ernst Wolf (Theologe)
Ernst Wolf (* 2. August 1902 in Prag; † 11. September 1971 in Garmisch-Partenkirchen) war ein deutscher evangelischer Theologe und Hochschullehrer (Kirchengeschichte und systematische Theologie).

## Leben
Wolf studierte u. a. in Wien, Rostock und Leipzig. In Rostock wurde er 1925 zum Lic. theol. promoviert und habilitierte sich im selben Jahr über Staupitz und Luther. Nach einer Lehrstuhlvertretung  in Tübingen wurde er 1931 Professor für Kirchengeschichte und Christliche Archäologie an der Universität Bonn. 1935 wurde zwangsweise an die Universität Halle versetzt, weil er als Mitglied der Bekennenden Kirche die Beteiligung an den theologischen Prüfungen durch das Koblenzer Konsistorium verweigerte. 1942 zur Wehrmacht eingezogen, wirkte er zunächst am Luftwaffenlazarett in Dölau und konnte seine Vorlesungen fortsetzen. Er war Mitglied des „Freiburger Konzils“. Nach der Entlassung aus der Kriegsgefangenschaft lehrte er ab 1945 Kirchen- und Dogmengeschichte und ab 1957 systematische Theologie an der Universität Göttingen. 1970 wurde er emeritiert.
Nach 1945 sah sich Wolf besonders dem Erbe der Bekennenden Kirche verpflichtet. Als Lutherforscher lehnte er sich an die dialektischen Theologie Karl Barths an und wandte sich gegen die lutherische Theologie der Zwischenkriegszeit, insbesondere gegen die Lehre von den Schöpfungsordnungen und gegen eine falsch verstandene Zweireichelehre. Dagegen setzte er eine Ethik der Institutionen, die stets wandelbar bleiben und der dauernden Prüfung bedürfen.
Wolf beteiligte sich an der Arbeit der Christlichen Friedenskonferenz und nahm an ihrer Zweiten Tagung im April 1959 in Prag teil. Auch an der Ausarbeitung der Arnoldshainer Abendmahlsthesen von 1957 war er beteiligt.
Wolf war Mitgründer und langjähriger Vorsitzender der Gesellschaft für evangelische Theologie, die ihm zu Ehren den Ernst-Wolf-Preis vergibt. Er war Herausgeber der Zeitschriften Evangelische Theologie, Verkündigung und Forschung und Blätter für deutsche und internationale Politik. Von 1965 bis 1971 war er Vorsitzender der Evangelischen Arbeitsgemeinschaft für Kirchliche Zeitgeschichte.
Die Universität Wien zeichnete Wolf 1965 mit der Ehrendoktorwürde aus.

## Schriften (Auswahl)
- Peregrinatio. Studien zur reformatorischen Theologie und zum Kirchenproblem (Bd. 2: ..und zur Sozialethik). 2 Bände, München: Kaiser 1954–1965.
- Barmen. Kirche zwischen Versuchung und Gnade. 1957; 3. Aufl., unveränd. Nachdr. d. 2. Aufl., München: Kaiser 1984 (= Beiträge zur evangelischen Theologie; Bd. 27) ISBN 3-459-01559-4.
- Sozialethik. Theologische Grundfragen. Göttingen: Vandenhoeck und Ruprecht 1975; 3. Aufl. 1988.